# Solva maindroni
Solva maindroni är en tvåvingeart som beskrevs av Seguy 1946. Solva maindroni ingår i släktet Solva och familjen lövträdsflugor. Inga underarter finns listade i Catalogue of Life.